# NGC 7746
NGC 7746 је лентикуларна галаксија у сазвежђу Рибе која се налази на NGC листи објеката дубоког неба.
Деклинација објекта је - 1° 41' 4" а ректасцензија 23h 45m 19,9s. Привидна величина (магнитуда) објекта NGC 7746 износи 13,2 а фотографска магнитуда 14,2. NGC 7746 је још познат и под ознакама UGC 12768, MCG 0-60-43, CGCG 381-40, PGC 72319.